# Vialgökbi
Vialgökbi (Nomada villosa) är en biart som beskrevs av Thomson 1870. Den ingår i släktet gökbin och familjen långtungebin. Inga underarter finns listade.

## Beskrivning
Vialgökbiet har en avlång kropp där huvud och mellankropp har svart grundfärg och röda teckningar. Antenner och ben är röda, de senare med svarta fält på de fyra bakre låren. Bakkroppen är rödbrun med stora runda, gula fläckar på sidorna av tergit 2, mindre sådana fläckar på tergiterna 3 och 4 samt gula tvärband på tergit 5 och 6. Honan har dessutom en vit hårfläck på varje sida av mellankroppens bakre ände. I övrigt är bakkroppen helt hårlös. Kroppslängden är 10 till 12 mm. En förväxlingsart är strimgökbi, som skiljs åt genom att den senare har något annorlunda utseende på den bakre mellankroppen.

## Ekologi
Vialgökbiet bygger inga egna bon, utan honan är boparasit hos vialsandbiet (Andrena lathyri). Hon lägger ägg i vialsandbiets bo, ett ägg per larvcell som fyllts med näring. Hennes larv dödar värdägget eller -larven, och lever på den insamlade födan.
Arten uppträder i liknande habitat som värdarten: Skogsbryn och -gläntor, lundar, hyggen, vägrenar, ängar och betesmarker, men även sand- och grustäkter samt ruderatmark.
Den flyger i maj till juni, tidigare på kontinenten (från mitten av april till hela maj). Arten är i huvudsak oligolektisk, den flyger företrädesvis till blommande växter från en enda familj, i detta fall ärtväxter som vialer (gökärt och vårärt) samt vickrar. Arten kan emellertid även besöka andra blommor, som maskrosor. 

## Utbredning
Arten förekommer i stora delar av den europeiska kontinenten från södra Iberiska halvön i sydväst, Grekland i sydöst, södra Nederländerna i nordväst, Slovakien och Ungern i öst, samt till Skandinavien i norr. Den förekommer även i Turkiet.
I Sverige finns arten i Götaland exklusive Gotland, Öland (där den senast sågs 1987), Skåne (där den betraktas som lokalt utdöd sedan 1943), Blekinge (där den aldrig funnits) och Bohuslän (där den är lokalt utdöd sedan 1800-talet). Dessutom finns den i Svealand upp till Gästrikland och Värmland.
I Finland saknas arten helt.

## Status
Arten är ovanlig i större delen av sitt utbredningsområde, och är globalt rödlistad som nära hotad ("NT") av IUCN. Artdatabanken bedömer den dock som livskraftig ("LC") i Sverige, även om populationen minskar något. Tidigare (2000 till 2010) var den emellertid rödlistad som nära hotad ("NT").